# Кинтанилья Кирога, Карлос
Карлос Кинтанилья Кирога (исп. Carlos Quintanilla Quiroga; 22 января 1888, Кочабамба — 8 июня 1964, Кочабамба) — боливийский военный и политический деятель, де-факто президент страны с августа 1939 до апреля 1940.
Кинтанилья участвовал в боевых действиях во время Чакской войны 1932—1935 годов, поднялся по карьерной лестнице до должности командующего армией во времена правления Хермана Буша. Когда последний покончил жизнь самоубийством (по данному факту историки спорят по сей день) 23 августа 1939 года, боливийское военное командование поручило Кинтанилья возглавить правительство и организовать выборы.
Кинтанилья, как и многие его товарищи по оружию, устал от режима «социалистического милитаризма», созданного Торо Руйловой и Херманом Бушем. Он желал возвращения к власти олигархических кругов, что могло обеспечить стране относительную стабильность.
Для обеспечения победы на выборах Энрике Пеньяранда, правительство Кинтанилья отправило в ссылку многих активных лидеров и деятелей оппозиции, среди которых был и слишком популярный к этому моменту Бернардино Бильбао.
Пеньяранда одержал победу на выборах 1940 года. Кинтанилья оставил президентский дворец и уехал в Рим, заняв должность посла в Ватикане. Кинтанилья умер в родной Кочабамбе 8 июня 1964 года, в возрасте 76 лет.